# William Horwood (scrittore)
William Horwood (Oxford, 12 maggio 1944) è uno scrittore britannico.
Il suo primo romanzo, Duncton Wood (1980), è un racconto allegorico su una comunità di talpe. Sono poi seguiti due sequel che formano la trilogia delle Duncton Chronicles. Alla prima trilogia, si è poi aggiunta la seconda trilogia, The Book of Silence (1991-93).
Horwood ha anche scritto due romanzi sulle vite degli uomini e delle aquile (The Stonor Eagles, 1982, e Callanish, 1984) e la dilogia The Wolves of Time (1995-97).
Skallagrigg (1987), una storia sulla disabilità, l'amore e la fiducia, diventò un Film per la TV nel 1994.
Horwood ha anche scritto vari sequel al romanzo Il vento fra i salici di Kenneth Grahame.

## Opere

### Trilogia delleDuncton Chronicles
- 1980 Duncton Wood
- 1988 Duncton Quest
- 1989 Duncton Found

### The Book of Silence
- 1991 Duncton Tales
- 1993 Duncton Rising
- 1993 Duncton Stone

### The Wolves of Time
- 1995 Journeys to the Heartland
- 1997 Seekers at the Wulfrock

### Sequel deIl vento fra i salici
- 1993 The Willows in Winter
- 1995 Toad Triumphant
- 1996 The Willows and Beyond
- 1999 The Willows at Christmas

### Altri racconti
- 1982 The Stonor Eagles
- 1984 Callanish
- 1987 Skallagrigg
- 2004 The Boy With No Shoes
- 2007 Dark Hearts of Chicago (con Helen Rappaport)